# Granota peluda
La granota peluda (Trichobatrachus robustus) és una espècie de granota de la família Arthroleptidae. Va ser descrit pel zoòleg belgo-britànic George Albert Boulenger (1858-1937) el 1904. És una espècie monotípica dins el gènere Trichobatrachus.
Viu a Camerun, República Democràtica del Congo, Guinea Equatorial, el Gabon, Nigèria, i possiblement també a Angola i la República del Congo. El seu hàbitat són els boscs humits tropicals o subtropicals, les riberes, les terres de labor, les plantacions i els boscs severament degradats.
A la Llista Vermella de la UICN és classificada com a risc mínim, tot i que la pèrdua d'hàbitat per l'activitat humana excessiva el menaça en certes zones.